# Camera (Lübeck)
Die Camera war ein Lübecker Kino.

Das bis 1972 existierende alte Kolosseum

Eröffnungsanzeige der Camera vom 5. Juli 1951

Abschiedsanzeige vom 28. Februar 1969

Der vormalige Schweriner Kinobesitzer Willy Dührkop, der aus der DDR geflüchtet war, hatte im Oktober 1950 mit Plänen zur Eröffnung eines Kinos in Lübeck begonnen. Geeignet hierzu schien ihm der sogenannte Brunnensaal im Veranstaltungsgebäude Kolosseum in der Kronsforder Allee 25 im Stadtteil St. Jürgen, das sich im Eigentum der Gesellschaft zur Beförderung gemeinnütziger Tätigkeit befand.
Es erwies sich, dass Dührkop sein Vorhaben nur unter Schwierigkeiten umsetzen konnte: Musikfreunde lehnten den Umbau des Konzertsaals zum Kino als unangemessen ab, und es wurden Befürchtungen geäußert, dass der Kinobetrieb zu Lärmbelästigung führen könnte. Aufgrund dieser Hindernisse konnte der Umbau erst im April 1951 beginnen. Am 6. Juli wurde die Camera, die insgesamt 389 Zuschauern Platz bot, eröffnet. Das Programm war mit einem Filmangebot für gehobene Ansprüche gezielt darauf ausgerichtet, interessierte Besucher nicht nur aus dem Stadtteil, sondern aus dem gesamten Stadtgebiet anzuziehen.
Nach einigen Jahren konnte Dührkop die Camera nicht weiterführen; das Kino wurde von Kurt Wittenberg übernommen, der bereits die Burgtor-Lichtspiele sowie die Holstentor-Lichtspiele betrieb. Am Konzept ausgewählter Filme änderte Wittenberg nichts.
Ende Februar 1969 stellte die Camera den Betrieb ein, da das Gebäude abgerissen werden sollte. Die Abschiedsanzeigen kündigten an, dass das Kino im geplanten Neubau an gleicher Stelle wiedereröffnet werden sollte, doch das geschah angesichts der allgemeinen Krise der Lichtspielhäuser und des Kinosterbens nicht mehr. Die technische Ausstattung der Camera – darunter die Filmprojektoren und die Leinwand – übernahm Wittenberg in sein neues Kino Atelier, das im Juli 1971 eröffnet wurde.